# فرودگاه برو
فرودگاه برو (به انگلیسی: Brough Aerodrome) یک فرودگاه خصوصی است که یک باند فرود آسفالت دارد و طول باند آن ۱۰۵۴ متر است. این فرودگاه در کشور انگلستان قرار دارد و در ارتفاع ۴ متری از سطح دریا واقع شده‌است.